# اندری مارکوویچ
اندری مارکوویچ (اوکراینی: Андрій Михайлович Маркович؛ زادهٔ ۲۵ ژوئن ۱۹۹۵) بازیکن فوتبال اهل اوکراین است.
از باشگاه‌هایی که در آن بازی کرده‌است می‌توان به باشگاه فوتبال نومه کالیو و باشگاه فوتبال کارپاتی لویو اشاره کرد.
وی همچنین در تیم‌های ملی فوتبال Ukraine national under-16 football team, Ukraine national under-17 football team, Ukraine national under-19 football team، و زیر ۲۰ سال اوکراین بازی کرده‌است.